# Hrvoje Penava
Hrvoje Penava  rođen 4. lipnja 1983. godine, u Banjoj Luci, Bosna i Hercegovina, je hrvatski igrač futsala i trenutni je član MNK Futsal Dinamo. Igra na poziciji pivota. Za hrvatsku futsal reprezentaciju upisao je sedamnaest nastupa i zabio tri gola.

## Karijera
Cijelu karijeru Hrvoje Penava igrao je isključivo za zagrebačke klubove. Futsal karijeru započeo je 2005. u MNK Martinovci u kojoj se zadržao godinu dana i s kojom je bio najbolji strijelac 2. lige s 29 golova. Sljedeće sezone prelazi u najtrofejniji hrvatski klub MNK Uspinjača u kojoj se zadržao do 2011. U prvoj sezoni nastupanja za "Žutu podmornicu", Penava je osvojio Hrvatski malonogometni kup, a u sezonama 2008./09. i 2009./10. bio je najbolji strijelac Prve lige s 29, odnosno 48 golova.

### Alumnus
Godine 2011. Penava prelazi u Alumnus. U sezoni 2013./14. Penava je ostvario najveći uspjeh u svojoj dosadašnjoj karijeri, osvojivši naslov prvaka Hrvatske.

### Futsal Dinamo
Na ljeto 2015. Penava prelazi u najpopularniji hrvatski futsal klub MNK Futsal Dinamo, koji je poznat po tome jer funkcionira na demokratski način, a na njegove utakmice dolazi veliki broj navijača, predvođeni navijačkom grupom NK Dinama, Bad Blue Boys. U dvije godine igranja za Futsal Dinamo, Penava je osvojio dva Regionalna kupa i zabio je 27 pogodaka.

## Reprezentativna karijera
Hrvoje Penava je za hrvatsku futsal reprezentaciju debitirao 25. studenog 2008. u prijateljskoj utakmici protiv reprezentacije Rumunjske. Za futsal reprezentaciju Hrvatske upisao je 17 nastupa i zabio je tri pogotka - u dvije prijateljske utakmice protiv reprezentacije Poljske i u prijatelskoj utakmici protiv Slovačke. Posljednja utakmica za reprezentaciju Penavi je bila u studenom 2010. u finalu Mediteranskog kupa kojeg je Hrvatska osvojila pobijedivši u finalu Libiju nakon boljeg izvođenja penala.

## Priznanja

### Klupska
MNK Uspinjača
- Hrvatski malonogometni kup (1): 2006./07.

Alumnus
- Prva hrvatska malonogometna liga (1): 2013/14.

Futsal Dinamo
- Kup regije Sjever (2): 2015./16., 2016./17.

### Individualna
- Najbolji strielac 1.HMNL: 2008./09. (29 golova), 2009./10. (48 golova)
- Najbolji strielac 2.HMNL: 2005./06. (25 golova)

## Vanjske poveznice
- Medumrežne stranice Futsal Dinamo
- Profil, Hrvatski nogometni savez